# 雪村 (飲食店)
株式会社ゆきむら壱番亭とは、茨城県土浦市に本社を置くラーメン店等の飲食店を経営する企業である。創業は1979年。グルメ杵屋の100%子会社。
関連会社に、株式会社ゆきむら亭エフシー本部がある。ここでは、グループ企業についても述べる。

## 業態
- こだわりらーめん ゆきむら亭
- ラーメン一筋 めん商人
- ラーメン屋 たか野
- つけ麺 吉衛門
- チャイナ厨房 雪村
- 中華食堂 ゆきむら
- 爆裂石焼らーめん 一兆
- 中華料理 ゆきむら

## 沿革
- 1979年4月 - 本格中華レストラン「チャイナレストラン雪村」をオープンさせる。
- 1986年9月 - 株式会社雪村を設立する。
- 1988年4月 - ファミリー中華料理店「チャイナハウス雪村」をオープンさせる。
- 1993年5月 - 家族連れをターゲットにしたファミリーラーメン店「こだわりらーめん ゆきむら亭」をオープンさせる。
- 1999年9月 - 本社社屋とセントラルキッチンを設立する。
- 2000年11月 - 若年層向け個性派ラーメン店「ラーメン一筋めん商人」をオープンさせる。
- 2001年8月 - 中華居酒屋「チャイナ厨房 雪村」をオープンさせる。
- 2003年10月 - 40〜50代男性向けそば屋風ラーメン店「ラーメン屋たか野」をオープンさせる。
- 2004年12月 - 製法特許取得石鍋ラーメン店「爆裂石焼らーめん一兆」をオープンさせる。
- 2006年3月 - 中華料理の定食屋「中華食堂ゆきむら」をオープンさせる。
- 2008年5月 - 本社新社屋と新セントラルキッチンを設立する。
- 2020年4月 - グルメ杵屋が全株式を取得し、グルメ杵屋の完全子会社となる[1]。
- 2023年7月 - 株式会社雪村と株式会社壱番亭本部が合併し、株式会社ゆきむら壱番亭となる[3]。